# Jakow Iwanowitsch Punko
Jakow Iwanowitsch Punko (russisch Яков Иванович Пунько, engl. Transkription Yakov Punko; * 1916; † 1984) war ein sowjetischer Marathonläufer.
1946 gewann er bei den Leichtathletik-Europameisterschaften in Oslo Bronze in 2:26:21 h auf einer ca. 2 km zu kurzen Strecke und wurde Sowjetischer Meister in 2:49:54 h. 
Bei den Sowjetischen Meisterschaften wurde er 1948 Dritter in 2:40:36 h und 1950 Vierter mit seiner persönlichen Bestzeit von 2:34:57 h.